# Libanon op de Olympische Winterspelen 1956
Tijdens de Olympische Winterspelen van 1956, die in Cortina d'Ampezzo (Italië) werden gehouden, nam Libanon voor de derde keer deel.

## Deelnemers en resultaten

### Alpineskiën
| Olympiër        | Discipline       | Resultaat | Prestatie                      |
| --------------- | ---------------- | --------- | ------------------------------ |
| Ibrahim Geagea  | afdaling (m)     | 42e       | 4.33,1 (+1.40,9)               |
| Ibrahim Geagea  | reuzenslalom (m) | 71e       | 4.10,0 (+1.09,9)               |
| Ibrahim Geagea  | slalom (m)       | 57e       | 6.08,6 (+2.53,9) 2.49,7+3.18,9 |
| Georges Gereidi | reuzenslalom (m) | 86e       | 5.34,8 (+2.34,7)               |
| Jean Keyrouz    | afdaling (m)     | 43e       | 4.57,6 (+2.05,4)               |
| Jean Keyrouz    | reuzenslalom (m) | 81e       | 4.40,6 (+1.40,5)               |
| Jean Keyrouz    | slalom (m)       | dq        | diskwalificatie                |

### Langlaufen
| Olympiër        | Discipline | Resultaat | Prestatie       |
| --------------- | ---------- | --------- | --------------- |
| Georges Gereidi | 15 km (m)  | dq        | diskwalificatie |

Australië · België · Bolivia · Bulgarije · Canada · Chili · Duits eenheidsteam · Finland · Frankrijk · Griekenland · Groot-Brittannië · Hongarije · IJsland · Iran · Italië · Japan · Joegoslavië · Libanon · Liechtenstein · Nederland · Noorwegen · Oostenrijk · Polen · Roemenië ·  Sovjet-Unie · Spanje · Tsjecho-Slowakije · Turkije · Verenigde Staten · Zuid-Korea · Zweden · Zwitserland